# Jeff Lima

a Compétitions nationales et continentales officielles uniquement.

b Matchs officiels uniquement.
Jeff Lima, né le 4 juillet 1982 à Auckland, est un joueur de rugby à XIII néo-zélandais d'origine samoane évoluant au poste de pilier dans les années 2000 et 2010. Il a commencé sa carrière professionnelle aux Wests Tigers en 2004 puis la poursuit au Melbourne Storm entre 2006 et 2010. Il rejoint la Super League en 2011 avec les Wigan Warriors, avant de revenir une année aux South Sydney Rabbitohs, finalement en 2014 il signe en France chez les Dragons Catalans. Titulaire en club, il est sélectionné en équipe de Nouvelle-Zélande pour la coupe du monde 2008 mais renonce en raison d'une blessure, et lors du Tournoi des Quatre Nations 2009 en Angleterre et en France, il connaît également des sélections avec les Samoa.

## Biographie
Né et ayant grandi en Nouvelle-Zélande, il déménage dans sa jeunesse en Australie. Avant de commencer sa carrière professionnelle, Jeff Lima avait tenté une expérience en France à Saint-Gaudens. Il lance sa carrière professionnelle en National Rugby League avec les Wests Tigers y disputant deux maths. Il poursuit ensuite sa carrière au Melbourne Storm avec qui il devient deux fois vainqueur de la NRL (2007 et 2009). Parallèlement, il est appelé en équipe de Nouvelle-Zélande pour disputer la coupe du monde 2008 mais renonce à disputer, celle-ci est remportée par ses compatriotes. Il connaît également deux sélections dans la sélection des Samoa.
En 2011, il tente l'aventure en Angleterre et signe aux Wigan Warriors pour deux années. Il retourne ensuite en Australie aux South Sydney Rabbitohs de Russell Crowe pour la saison 2013. Enfin en 2014, la franchise française des Dragons Catalans le recrute pour remplacer Rémi Casty parti aux Sydney Roosters pour un contrat de trois ans.